# Fritz Pümpin

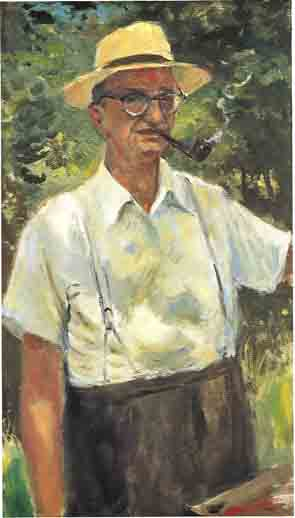
Selbstporträt von Fritz Pümpin

Fritz Pümpin (* 29. März 1901 in Gelterkinden; † 5. Juli 1972 ebenda) war ein Schweizer Maler und Urgeschichtler.

## Leben
Fritz Pümpin ging nach der Primarschule in Gelterkinden an die Bezirksschule in Böckten. 1916 nahm er während eines Welschlandaufenthalts Mal- und Zeichenunterricht beim Maler Janet in Colombier. Nach der Rückkehr ging er an eine Handelsschule in Basel, um Kaufmann zu werden.
1919 erfolgte sein Eintritt in die väterliche Weinhandlung. Dazwischen lagen auch ein zeitweiliger Besuch der Gewerbeschule in Basel sowie der Besuch von Ausstellungen und Museen im In- und Ausland. Er beschäftigte sich auch mit der Urgeschichte seiner engeren Heimat. Er entdeckte das keltische Töpferdorf «Sissiacum». Fritz Pümpin war Mitglied der kantonalen Altertumskommission Baselland.
1936 heiratete er Rösli Gerster aus Gelterkinden. Der Ehe entsprossen die zwei Söhne Volkmar (* 1937) und Cuno Pümpin (* 1939). Gemeinsam wagte das Ehepaar den Aufbau einer ausschliesslichen Malerexistenz. Zwischen 1939 und 1945 war Fritz Pümpin bewaffneter Soldat des Hilfsdienstes im Schweizer Grenzschutz. In dieser Zeit entstanden eine Reihe von Soldatenbildern. Unter anderem zeichnete er die Ankunft der Alliierten an der Schweizer Grenze bei Basel, den Übertritt von Elsässer Kindern in die Schweiz und das Bombardement von Basel im März 1945.

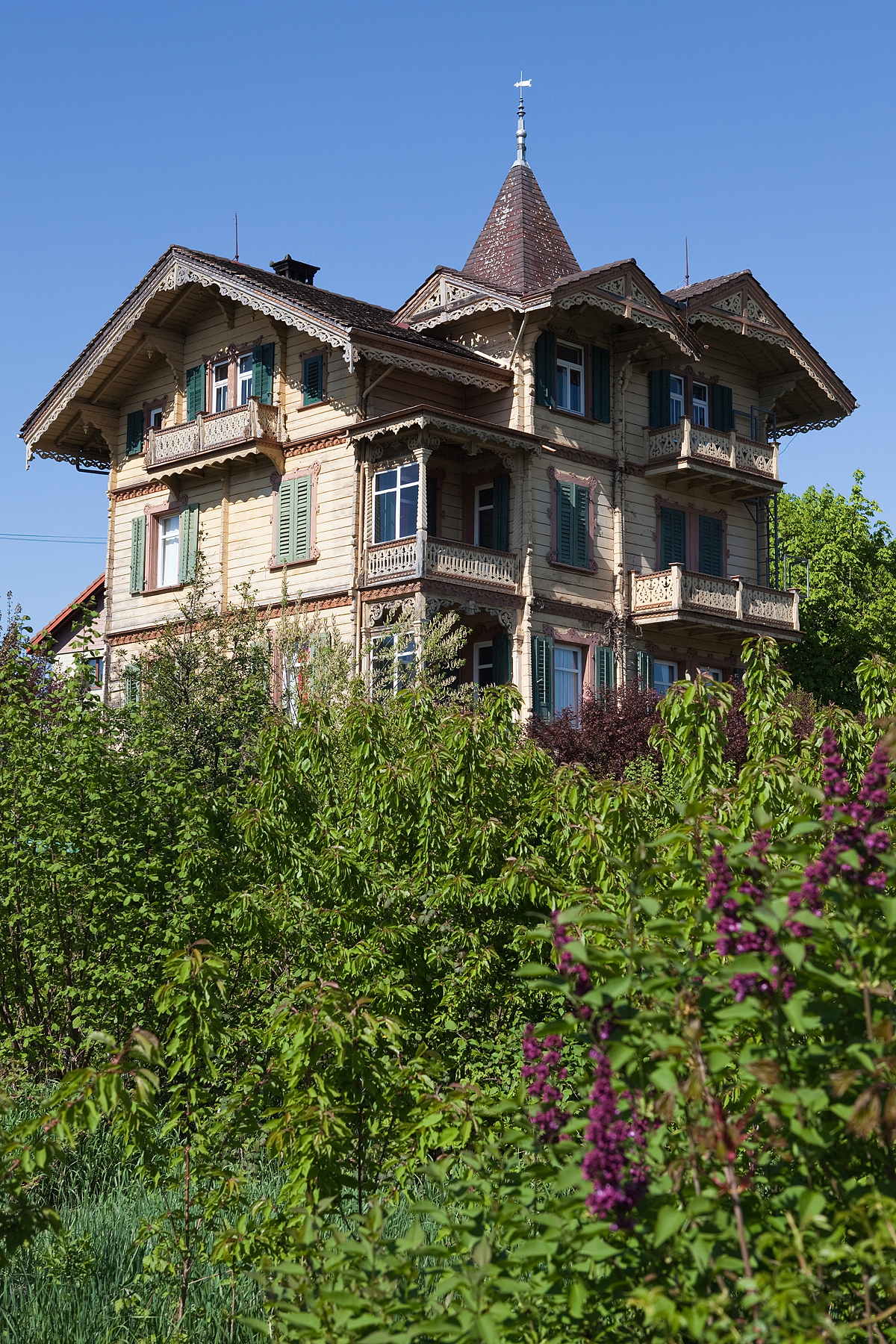
Das «Pümpin-Haus» in Gelterkinden

1945 erwarb er die heute denkmalgeschützte Villa in der Rickenbacherstrasse 2 in Gelterkinden. Der Textilfabrikant Ernst Handschin-Spiess hatte sie sich 1896 vom Architekten und Bildhauer Isidor Raphael Pellegrini (1871–1954), dem Bruder des Malers Alfred Heinrich Pellegrini, errichten lassen.
Fortan malte Pümpin in seiner Baselbieter Heimat in Öl und Pastell und machte Studienreisen nach Frankreich, Italien, Spanien und Holland. Im Mittelpunkt seines künstlerischen Schaffens stehen Landschaften und Bauerndörfer

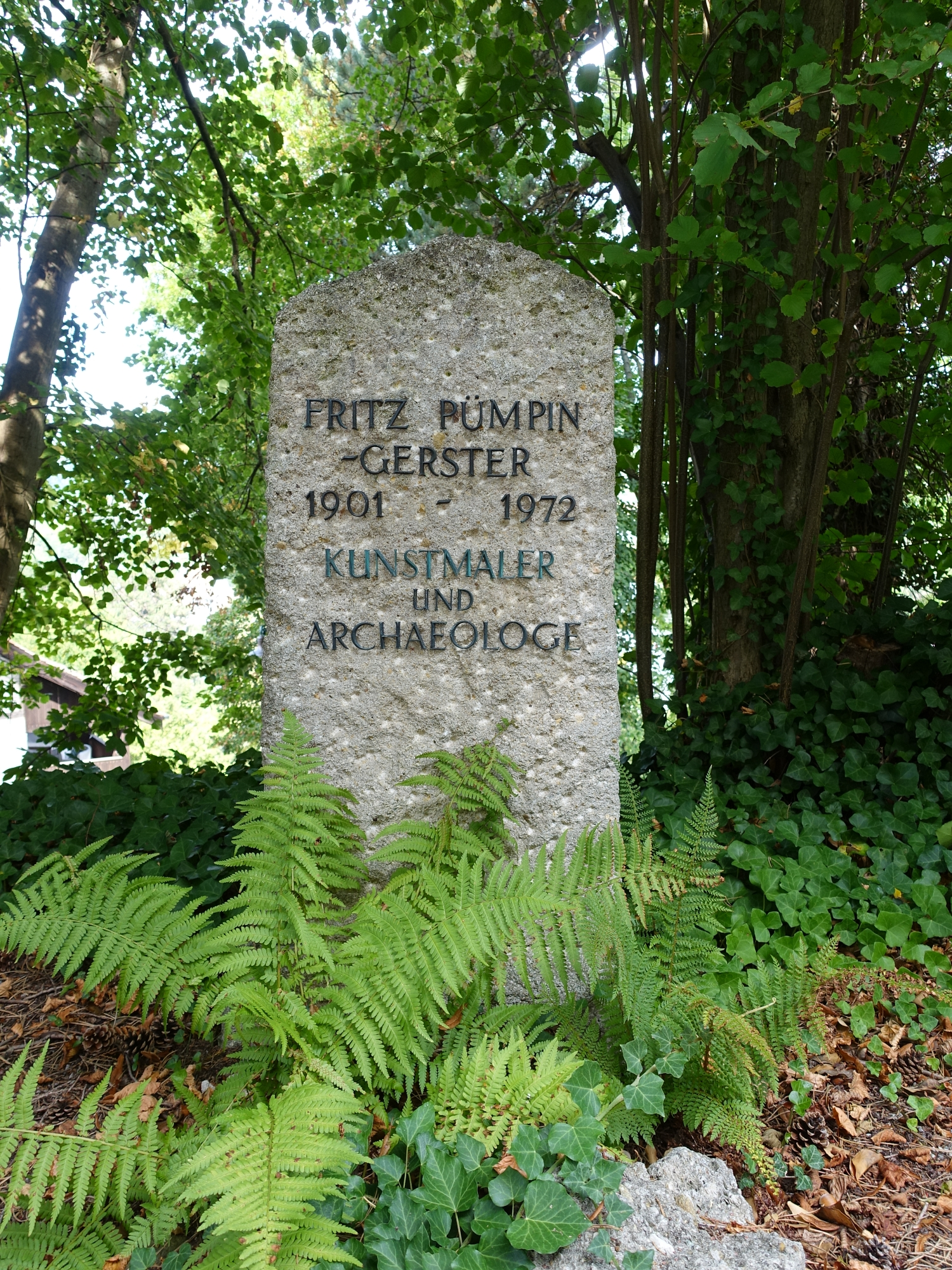
Grab bei der reformierten Kirche in Gelterkinden.

Fritz Pümpin fand seine letzte Ruhestätte bei der reformierten Kirche in Gelterkinden. Sein Cousin war der Landwirt und Maler Karl Pümpin.

## Ausstellungen (Auswahl)
- 1950: Weihnachtsausstellung, Kunsthalle Basel
- 1952: Baselbieter Künstler, Schloss Ebenrain, Sissach
- 1958: Der Schweizer Soldat in der Kunst, Kunsthaus Glarus
- 1989: Der Aktivdienst 1939–1945 von Künstlern aufgezeichnet, Landesmuseum, Zürich
- 2015: Galerie Carzaniga, Basel

## Publikationen
Kunstmaler
- Hans Gysin: Am Mühlibach. 3. Aufl. Literaturkommission Baselland, 1973.
- E. Schreiber: Spitzbuebe. 1950.

Chronist
- Kunstblätter aus der Grenzbesetzung 1939–40. Schwitter, Basel 1940.
- Aus nächster Nähe..... skizziert von Soldatenmaler Fritz Pümpin. Schwitter, Basel/Zürich 1945.
- Vaterland nur Dir. Kunstbeilagen Fritz Pümpin. Schwitter, Basel/Zürich 1942.
- Die Schweiz in Waffen. Vaterländischer Verlag, Murten 1945.